# Sanatorium de Borgoumont
Le sanatorium de Borgoumont, aussi appelé le sanatorium du Basil, est un établissement sanitaire se situant en Belgique dans la Région wallonne en province de Liège à Borgoumont dans la commune de Stoumont. Son nom vient du hameau Borgoumont. Le sanatorium est le résultat d'une commande de Ernest Malvoz, directeur du Laboratoire bactériologique provincial qui était soutenu par quelques députés provinciaux. L'architecte du bâtiment est Émile Remouchamps, d'origine liégeoise, on trouve très peu de renseignements à son sujet. On sait cependant qu'il a également réalisé l'extension du palais de justice de Verviers.
Concernant les autres intervenants, Georges Montefiore-Levi a fait un prêt de 300 000 francs dont il a décidé d'en faire un don. Les ingénieurs sont Jean et Ch. Wilmotte qui sont des concessionnaires Hennebique. Les contractants sont la province de Liège, la ville de Liège et le service des Ponts et Chaussées.
Le sanatorium de Borgoumont fait partie des premiers sanatoriums à avoir été construits en Belgique pour la lutte contre la tuberculose. De manière générale, le bâtiment se compose de plusieurs styles architecturaux. Ces styles se traduisent par l'inspiration allemande apportée des voyages en Allemagne de l'architecte, l'utilisation de matériaux locaux ainsi que quelques éléments de style Art nouveau et néo-classiques.

## Histoire

### Soins contre la tuberculose
- L'air : la qualité de l'air constitue un élément important pour les soins contre la tuberculose. Le sanatorium de Borgoumont se situe à 400 mètres d'altitude, loin de l'agglomération urbaine. Le cadre exceptionnel du site offre une pureté d'air aux patients de l'établissement. Les chambres sont orientés plein sud et reçoivent par des larges baies vitrées un maximum de lumière et d'air. Dans le clocher, il existait un système de ventilation qui permettait de ventiler toutes les chambres.

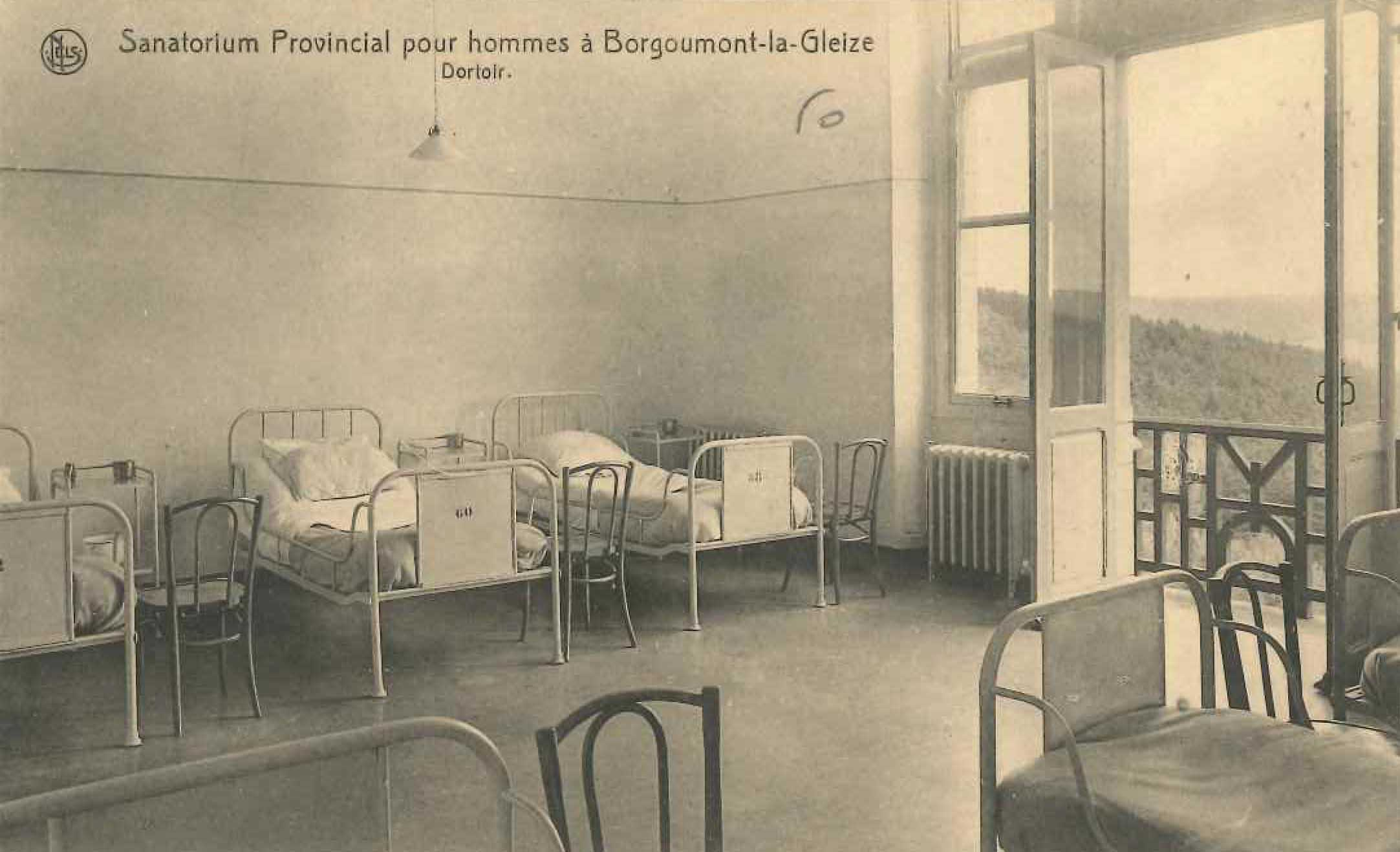
Carte postale illustrant une chambre du sanatorium de Borgoumont, d'après la collection privée du Docteur Dierckx

- Le repos : les malades doivent respecter scrupuleusement les heures de cures. Ils doivent être constamment étendus sur leurs chaises longues respectives. Les chants, les cris et les rires bruyants sont interdits, car cela trouble le repos. Les patients restent étendus six à sept heures par jour.
- La suralimentation : les malades sont suralimentés pour combattre la maladie. Ils reçoivent cinq repas par jour. Ils sont pesés une fois par semaine. Sauf exception, les repas se prennent en commun dans la salle à manger et sont identiques pour tous. Le service de table est réalisé par le personnel de l'établissement.
- L'hygiène : les malades reçoivent un bain tiède chaque semaine et une douche chaque jour. Des salles d'eau sont à leur disposition. Les malades doivent utiliser les crachoirs. Il existe deux modèles : le crachoir de poche et le crachoir de table de nuit. Après cette opération, les expectorations stérilisées sont versées dans la canalisation générale qui aboutit aux fosses d'épuration. Les crachoirs sont lavés et nettoyés. Le malade tient un mouchoir devant la bouche chaque fois qu'il tousse. Ce mouchoir est renouvelé chaque jour et le mouchoir sale est déposé dans un sac spécial. En fin de semaine, ce sac est refermé et stérilisé (100 °C pendant 1 heure). Après cette stérilisation, les sacs, toujours fermés, passent à la buanderie pour y être lavés. Lorsque le malade quitte l'institut, tous les objets qu'il a utilisé sont désinfectés. Les couvertures de lit et la chaise longue sont traitées au formol[4].

### Vivre dans le sanatorium
Les patients doivent suivre un programme strict et rigide. Ils ont un horaire précis qui indique l'heure du lever et du coucher, les soins qu'ils doivent suivre, les activités, déplacements et les heures du repas.
L'horaire du sanatorium populaire de Borgoumont (province de Liège, Belgique).
Alités :
- 7h : Lever, toilette, lit fait par les infirmières
- 7h45 : Déjeuner au dortoir, piqûre, rentrée immédiate au lit.
- 8h45 : Cure de repos et silence jusqu'à 10 h.
- 10h : Lait servi au lit
- 10h à 12h : Cure de repos : autorisation d'écrire, d'écouter la radio, de parler, mais obligation d'être au lit.
- 12h : Dîner servi au dortoir. Après le repas, jusqu'à 13h45, autorisation de fumer dans le fumoir.
- 13h45 : Être au lit
- 14h à 16h : Cure de repos et silence jusqu'à 16h.

Jours de visite : cure simple
- 16h : Goûter servi au dortoir
- 16h45 : Être au lit, cure de repos
- 18h45 : Souper servi au dortoir

Autorisation de fumer dans le fumoir jusqu'à 20h45
- 20h45 : Être au lit
- 21h : Couvre-feu, silence

Remarque : les débuts et fins de cure sont annoncés par la sonnerie.
Désalités :
- 7h : Lever, toilette, aération des lits au moins pendant 1/2 heure. Lit fait par le pensionnaire, piqûre.
- 8h : Déjeuner dans la salle à manger
- 8h45 : Retour au dortoir
- 8h45 à 10h : Cure de repos et de silence jusqu'à 10h.
- 10h : Pas de lever avant l'annonce de 10h par la sonnerie. Lait dans la salle à manger.
- 10h15 à 10h30 : Autorisation de fumer dans le fumoir
- 10h30 à 12h : Cure de repos, obligation d'être au lit.
- 12h30 : Dîner dans la salle à manger. Après le repas, autorisation de fumer dans le fumoir ou dehors par temps doux, jusqu'à 13h45.
- 13h45 : Être au lit
- 14h à 16 h : Cure de repos et silence jusqu'à 16h (réadaptation y compris).

Jours de visite : cure de repos facultative.
- 16h10 : Goûter à la salle à manger
- 16h45 : Être au lit, cure de repos
- 18h45 : Lever
- 19h : Souper dans la salle à manger
- 19h30 à 20h45 : Autorisation de fumer dans le fumoir ou dehors par temps doux.
- 20h45 : Être au lit
- 21h : Couvre-feu, silence

### Vie sociale et culturelle
Pendant la cure, les patients n'étaient pas autorisés à quitter le sanatorium sauf pour motif exceptionnel. Des visites étaient possibles les dimanches et les jeudis de 13 h à 16 h. Les visiteurs étaient limités au nombre de deux par malade et reçus dans la salle de réunion. Il était interdit d'apporter toute chose aux patients.
La vie sociale des patients passait par l'envoi de cartes postales et les contacts entre les malades étaient minimes. Pendant leur temps libre, les patients avaient le droit de se promener dans le parc du sanatorium, ils pouvaient également pratiquer des activités en plein air. Certains patients ont laissé des traces de leurs travaux personnels tels que des peintures, des dessins, des maquettes, etc. La salle de réunion était parfois transformée en salle de spectacle pour des concerts ou représentations où un piano y était installé.
Le sanatorium de Borgoumont accueillait également une vie culturelle dont la trace a été laissée dans le livre d'or du bâtiment, avec une dédicace de Line Renaud (1957). Le livre d'or relate du passage de nombreux autres artistes. Ainsi, entre les années 1955 à 1957, on trouve la trace du passage de Jacques Brel, Lucien Jeunesse, du cercle « Entre'eux » de Liège, Jean Patart et Ariane Ester, Charles Cremers, Rose Mania et Henri Leca, Mathé Altéry, Christiane Plessis et Jacques André, de la troupe « Les Amis réunis », Colette Renard, Yvonne Thill, de la troupe du Trianon, de François Deguelt, de Jo Carlier et son orchestre, de la compagnie José Galler, de Felix Marten, de Los Vargas, de Noëlle Huart…
Depuis sa construction, le sanatorium occupe les malades avec divers travaux. Ces ateliers auront d'abord lieu dans les combles et les caves du sanatorium. Le 27 décembre 1944, la province décide de construire un Centre de réadaptation au travail (CRT), établissement indépendant qui prépare le malade à sa réinsertion dans le monde du travail,.

### Chronologie
Historique des restaurations et des autres travaux conduits, avec les dates correspondantes :
- 12 juillet 1899 : Dans le cadre de la lutte contre la tuberculose, et à la suite de l'avis favorable de la Députation permanente et de la Commission, le Conseil provincial de Liège décide la création d'un sanatorium provincial pour tuberculeux. La décision a été appuyée par le roi Léopold II par arrêté royal du 29 août 1899[2] ;
- 23 septembre 1903-1947 : Le sanatorium ouvre ses portes et reste en activité jusqu'à l'après-guerre[2]. Lors de la Première Guerre mondiale, le sanatorium ne sera pas affecté malgré la présence, à Spa, du quartier général du Kaiser Guillaume II. La Seconde Guerre mondiale permit de dissimuler, parmi les patients tuberculeux, des Juifs en parfaite santé. C'est également au pied de la colline que s'arrêtera, en décembre 1944, l'offensive Von Rundstedt. Il faut noter que c'est pendant la Seconde Guerre mondiale que sera créé à Borgoumont le premier Service Social Provincial[4]. Après la Seconde Guerre, le recours aux antibiotiques permet de mieux traiter la tuberculose et les activités s'orientent de plus en plus vers le traitement d'autres maladies pulmonaires telles que l'anthraco-silicose des mineurs.
- 27 décembre 1944 : la Province décide de construire un Centre de réadaptation au travail (CRT), établissement indépendant qui prépare le malade à sa réinsertion dans le monde du travail ;
- en 1962 : un nouveau bâtiment est construit pour héberger les malades en cours de rééducation.
- en 1970 : le sanatorium devient l'Institut Médical Provincial de La Gleize. Il y a eu une rénovation des bâtiments, on y trouve 106 lits pour les maladies pulmonaires. La tourelle d'angle a été supprimée pour des raisons de sécurité
- en 1973 : l'aile de l'administration est en cours de restauration. Un incendie se déclare dans la cave et gagne la cage d'escalier. L'intervention rapide du personnel et des pompiers a permis d'éviter le drame ;
- en 1988 : Le sanatorium s’associe au Centre Hospitalier Universitaire (CHU) de Liège et l'hôpital d'Esneux. Il y a 60 lits de réadaptation fonctionnelle et 75 lits MRS. Le but de l’établissement était de prendre en charge les patients nécessitant de longs séjours pour réaliser une réadaptation. La spécialité de l'établissement s'oriente vers trois secteurs pathologies : cardiovasculaires, neurologiques et locomotrices. La réadaptation peut être suivie par des patients externes
- en 1991 : l'institut Médical Provincial de La Gleize est remplacé par le Centre de Revalidation de la province de Liège ;
- en 1998 : le centre est rebaptisé Centre Princesse Astrid de La Gleize. Des travaux ont été effectués, comme dans beaucoup d'autres sanatoriums, au niveau des galeries. Elles ont été couvertes de murs en briques et de panneaux blancs, le plafond a également été refait. Les colonnes de la galerie ont été déshabillées et le plafond, qui faisait office de balcon au premier étage a également été remplacé par une dalle en béton. Ces modifications n'ont pas respecté le style architectural du lieu. Cette longue galerie recouvre la totalité du rez-de-chaussée, la façade a été en partie défigurée. Une extension en brique a également été réalisée sur la façade ouest et ne répond pas aux caractéristiques[7],[8].
- en 2004 : La Province de Liège cède l’établissement au CHPLT de Verviers; les 60 lits hospitaliers sont dès lors affectés à la revalidation locomotrice (30 lits) et neurologique (30 lits).
- de 2010 à 2013 : l'ancien sanatorium est occupé par Fedasil et devient un centre d'accueil pour demandeurs d'asile[8] ;
- en 2013 : le bâtiment est mis en vente pour la somme de 1 436 000 euros[8] ;
- de 2013 à aujourd'hui : abandon du bâtiment, il est sujet au vandalisme et il est aujourd'hui très dégradé[8]. Il a été acheté par une société du groupe Di Matteo[9]. Le projet doit être accepté par l'urbanisme avant le commencement des travaux. Le bâtiment est actuellement très abîmé, premièrement par l'occupation du bâtiment après son rôle de sanatorium, mais il a également subi des dégâts par des squatteurs et des visiteurs de la mode Urbex[10]. Seules les façades des étages supérieurs sont restées quasiment intactes. Les intérieurs ont été vandalisés.

## Architecture

### Implantation et aspect paysager
Le bâtiment se situe en Ardennes, à proximité du hameau de Borgoumont. Il se trouve à une altitude de 400 mètres dans un renfoncement de la colline, protégé des vents du nord, nord-ouest, nord-est et sud-ouest. Sa façade principale orientée en plein midi est longue de 145 mètres. Le sanatorium couvre 3,519 m² et occupe un volume de 29,000 m3. Le domaine comptait une superficie de 56 hectares, qui ont été aujourd'hui en partie revendus.

### Composition de l'édifice
Le sanatorium comprend trois groupes de construction : le premier étant le bâtiment principal, le deuxième, relié à celui-ci par un couloir couvert, qui est l'administration et le dernier, au nord, perpendiculaire au bâtiment principal, où se trouvait l'économat.

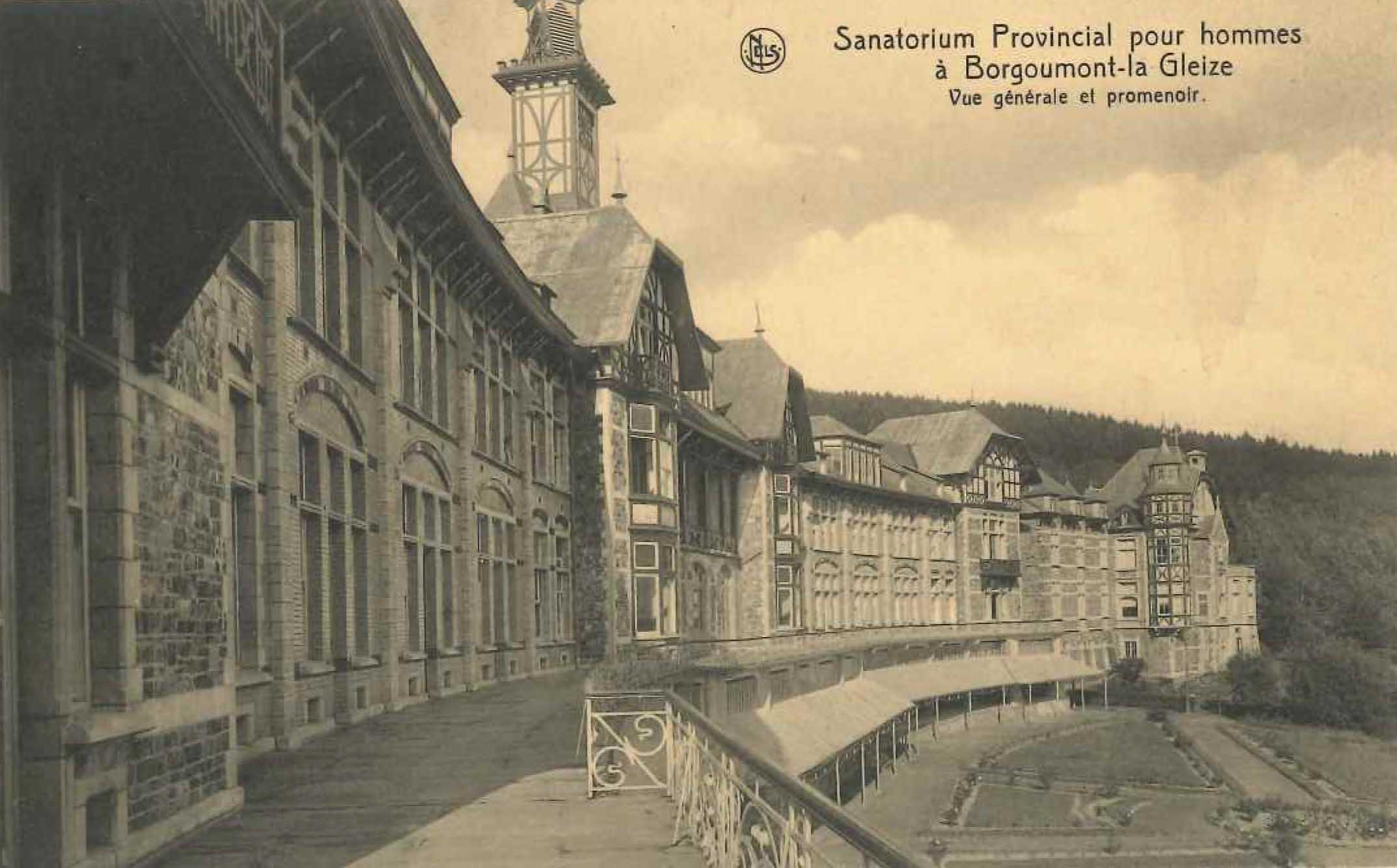
Carte postale illustrant la façade du sanatorium de Borgoumont, d'après la collection privée du Docteur Dierckx

La façade principale est orientée plein sud et incurvée, suivant ainsi la course du soleil. La courbure du bâtiment principal se fait grâce à la séparation de quatre blocs constituant le plan du bâtiment, séparés par des espaces en pointe où se trouvaient les canalisations. Au rez-de-chaussée, une galerie ouverte où séjournaient les malades avec, au centre, un jardin d'hiver, ainsi qu'une salle de spectacle avec des palmiers. L'auvent était en verre et les stores en tissu. On retrouve des galeries à chaque étage du bâtiment. Celle du premier étage, réalisée en béton armé, repose sur la galerie du rez-de-chaussée. Celle du deuxième étage, quant à elle, est créée par l'ouverture du volume central du bâtiment.
À l'extrémité droite de la façade se trouvait la maison personnelle du docteur responsable. On retrouve également à l'arrière du bâtiment, une extension en T du bâtiment principal. À cet endroit se trouvaient les équipements qui n'étaient pas reliés aux services médicaux comme le lavoir et la chaufferie au rez-de-chaussée ou la cuisine et la salle à manger au premier étage. À l'arrière du bâtiment se trouve une grande cheminée, où étaient brûlés les objets utilisés par les patients décédés de la tuberculose.
L'architecte, Émile Remouchamps s'est inspiré des hôtels de cures allemands pour la forme du bâtiment principal: typologie du bloc incurvée. On retrouve également d'autres styles pour l'aspect esthétique telle que la forme du toit, les murs en colombages, le clocher et la tour se trouvant sur la façade sud. Cependant, les façades en moellons de pierres de grès et les murs de briques locales se réfèrent à l'architecture traditionnelle belge. Certains éléments sont inspirés de l'Art nouveau, on les retrouve dans l'alternance des pierres, dans les garde-corps en métal courbé ou encore dans les « bow-windows » de la façade principale. C'est finalement au rez-de-chaussée que l'on aperçoit des éléments néo-classiques tels que les colonnes surmontées de chapiteaux corinthiens. On ressent dans l'ensemble un mélange de plusieurs styles, un architecte qui construit avec des matériaux locaux et qui s'inspire de son voyage en Allemagne tout en étant ancré dans le style Art nouveau de l'époque.

### Construction, matériaux et structure
Les matériaux employés dans le Sanatorium sont des matériaux lisse qui peuvent être facilement désinfectés et ne constituent pas une surface où les germes peuvent s’incruster. Les murs sont en béton, le sol est recouvert de linoléum considéré comme matériau hygiénique et le mobilier est principalement en métal, ce qui rend le nettoyage plus facile pour le personnel.
La structure portante est réalisée en système béton Hennebique. Le béton Hennebique est un système à l'origine du béton armé inventé par François Hennebique au XIXe siècle et initialement conçu pour être un matériau résistant au feu. Le système est constitué de poutres en fer enrobé de béton, ce qui permet d'avoir une meilleure résistance aux efforts. La mise en œuvre est relativement rapide et ne nécessite pas de qualification spéciale. Lorsque le Sanatorium de Borgoumont a été construit, le béton Hennebique n'existait que depuis neuf ans, sa popularité vient de la promotion que la société en a faite lors de son invention. Ceci avait provoqué une vague de constructions avec ce système à cette époque. La façade est relativement symétrique et possède un clocher au centre du volume. Le revêtement est fait en moellons de pierres de grès (le granit de Florzé, l'arkoze) et en briques à certains endroits, avec des angles en pierre bleue. Quant aux toitures, elles sont en charpente en bois avec comme revêtement, des ardoises. Les façades non visibles du bâtiment sont recouvertes de briques.

### Espace intérieur
L’espace intérieur a été pensé selon une architecture hygiéniste. Les surfaces étaient inclinées afin d’éviter la poussière. Le mobilier était accroché aux murs afin de faciliter le nettoyage du sol. Au sommet du bâtiment, au centre, un clocher qui servait de sortie de ventilation. En effet, l’air devait être renouvelé régulièrement. Derrière les radiateurs des chambres se trouvaient des prises d’air connectées aux terrasses. L’air sortait par des évacuations placées sur les murs des chambres. Le sol était en linolithe ou en torgament et les murs étaient peints au ripolin, ce qui favorisait un nettoyage efficace.

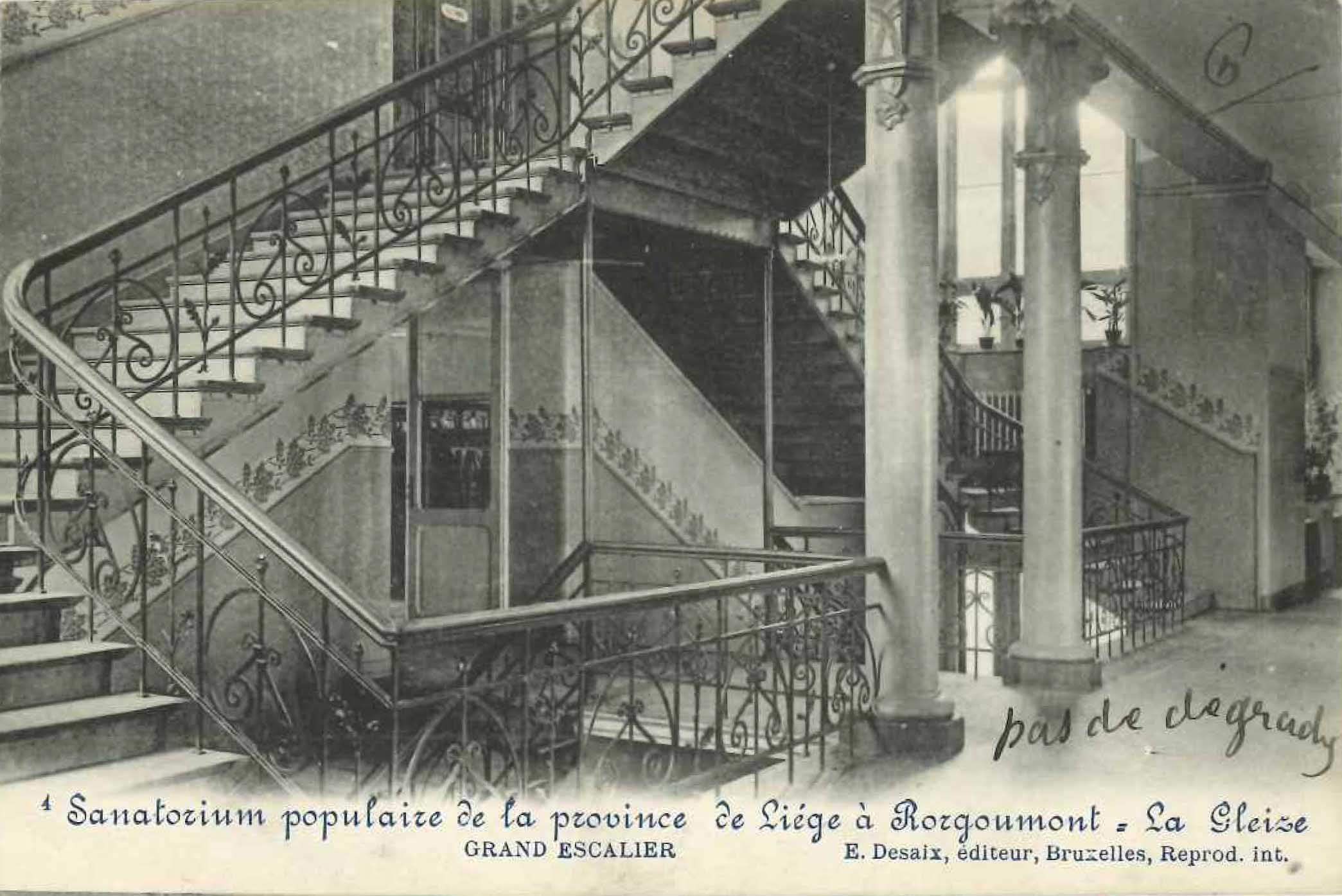
Carte postale illustrant les escaliers du sanatorium de Borgoumont, d'après la collection privée du Docteur Dierckx

On retrouve une typologie classique, avec les chambres et les galeries orientées plein sud. Les longs couloirs qui traversent la totalité du bâtiment formaient des promenoirs couverts, frais en été de par leur exposition nord. Un volume perpendiculaire au bâtiment principal reçoit tous les équipements nécessaires ainsi que les espaces du personnel. Une particularité est que les chambres se déploient sur les quatre étages dont le rez-de-chaussée. Au troisième étage, des chambres étaient prévues pour le personnel qui ne pouvaient pas se déplacer. On y voit très peu d'espaces communs hormis l’espace central et le jardin d’hiver. Les chambres sont personnelles et toutes dotées d’une toilette ainsi que d’un lavabo. Les seuls endroits dédiés aux loisirs étaient la salle de spectacle ainsi que le jardin d’hiver. Des représentations s’y déroulaient chaque semaine et les patients avaient même le droit de fumer.
Un endroit particulièrement travaillé est l’escalier d’accès vers les étages supérieurs. On retrouve les colonnes néo-classiques qui rappellent les galeries de cures sur la façade sud du bâtiment. Le garde-corps devient un élément décoratif, suivant parfaitement la courbe de l’escalier. Les deux escaliers se répondent pour se rejoindre au premier palier. L’espace est très symétrique. Cet escalier n’était d’ailleurs pas double lors de la conception des plans.

## Valeurs patrimoniales
Diverses appréciations du sanatorium de Borgoumont pouvant servir de raison afin de le classer.
Appréciation technique :
Le sanatorium est construit en béton Hennebique qui était une technique innovante à l'époque. En effet, cette technique, inscrite dans l'histoire du béton armé, n'existait que depuis neuf ans et constituait un avantage de mise en œuvre. 
La tourelle centrale où se trouve le clocher, en dehors de son aspect esthétique, servait également de dispositif de ventilation pour les chambres des patients.
Le système de tuyauterie permettait un apport d'eau potable dans le sanatorium provenant de la colline. Cela permettait d'alimenter une installation complète de bains, douches, toilettes et urinoirs. Le bâtiment avait une autonomie pour cela.  
Appréciation sociale :
Durant ses années de fonction en tant que sanatorium, plusieurs célébrités ont marqué l’histoire du bâtiment par leur passage. Parmi ces célébrités, on peut nommer par exemple Jacques Brel et Line Renaud. Ces différentes célébrités se retrouvent dans le livre d’or du sanatorium et ont contribué à sa vie sociale.
Le sanatorium de Borgumont a également servi à la fin du traitement de la tuberculose pour plusieurs affectations telles qu'un centre de traitement pour d'autres maladies pulmonaires, un institut médical et centre de revalidation ainsi qu'un centre d'accueil pour demandeurs d'asile. Il a été réalisé à la demande d’Ernest Malvoz, un médecin connu de la région de Liège. Son implantation en milieu rural, loin de la ville, a permis la présence de divers programmes liés aux soins médicaux. Ce bâtiment est donc un lieu de mémoire pour la commune de Stoumont ainsi que pour Ernest Malvoz.  
Bien qu'il ne soit pas classé, le sanatorium est présent dans plusieurs ouvrages qui mentionnent ses qualités de construction tels que la revue "La construction moderne" datant de 1906. Il est également présent dans le tournage du film "Lisa" (2001), et dans le long métrage "Muse" (2010). On le retrouve également dans plusieurs expositions dont une consacrée entièrement à son histoire : "Histoire de l'ancien sanatorium provincial de Borgoumont (1903-1978)" présenté par Qualité Village Wallonie en 2006. 
Appréciation artistique et esthétique :
Le sanatorium se situe en milieu rural, loin de l'agglomération urbaine et offre un cadre verdoyant boisé. Il est implanté à 400 m d'altitude sur une colline offrant une vue dégagée vers le paysage à partir des chambres. On observe une mise en valeur paysagère de l'architecture dans son contexte. 
La forme incurvée de l'édifice est inspirée des hôtels de cures allemands de l'époque. Les murs en colombages présents au dernier niveau lui confèrent également une autre valeur patrimoniale. De plus, le bâtiment possède des caractéristiques du style ardennais par le choix de matériaux locaux utilisés sur la façade. En effet, on observe l'emploi de l'arkose et du granit de Florzé issu de carrières de la région. Des éléments Art nouveau présents sur la façade du bâtiment participent au mélange de style unique. L'escalier à double vis monumental situé dans le hall d'entrée était construit dans un style néoclassique tout comme les colonnes de la façade principale. 
Arguments justifiant le statut canonique (local, national, international):
Le sanatorium de Borgoumont possède l'influence de plusieurs styles architecturaux qui lui confèrent un caractère unique. En effet, on observe la présence d’un mélange de styles qui étaient en vogue à l’époque. On retrouve le style cottage avec le colombage au dernier niveau, un style grand hôtel et une influence allemande par sa forme incurvée. Il s’inspire également d’éléments vernaculaires locaux (style ardennais) et il est rehaussé d’éléments décoratifs art-nouveau sur la façade. On y retrouve également le style néo-classique qui était présent au niveau des colonnes en façade et de l’escalier monumental.
Borgoumont représente le sanatorium par excellence tel qu'il était envisagé par le corps médical de l'époque. Son implantation loin de la ville sécurisait les habitants de la contagion et était bénéfique pour les malades.
Évaluation du bâtiment en tant qu'édifice de référence dans l'histoire de l'architecture, en relation avec des édifices comparables :
À l'époque de la lutte contre la tuberculose, l'avènement de ce type d'architecture a engendré la construction d'une vague de sanatoriums. Borgoumont est un des premiers sanatoriums en Belgique construit en 1903 par l’initiative de la province de Liège. C’était l’une des deux provinces belges qui a le plus contribué pour cette lutte.
D’autre édifices sont comparables au sanatorium de Borgoumont tels que le sanatorium de Falkenstein en Allemagne, le sanatorium de Benenden en Angleterre et Angicourt en France.
Le sanatorium de Falkenstein a été construit entre 1875 et 1909. Ce fut l'un des premiers sanatoriums allemands. Sa typologie en bloc avec une implantation incurvée, pour bénéficier de l’orientation sud et se protéger contre les vents dominants, ont inspiré Émile Remounchamps et Ernest Malvoz. Ces derniers avaient voyagé en Allemagne avant la conception de Borgoumont. Le sanatorium est situé à 400 m d'altitude et possède une orientation sud. Il dispose également latéralement de galeries de cures en rez-de-chaussée et son domaine constitue un large parc pour les promeneurs. Falkenstein est un archétype qui a donc inspiré plusieurs sanatoriums par après, dont Borgoumont en Belgique, Benenden en Angleterre et Angicourt en France.
Le sanatorium de Benenden a été réalisé en 1907 au Royaume-Uni dans le Kent dans le hameau East End. Il a été conçu par Augustus William West. Le Benenden Sanatorium est placé sur un terrain en pente et le sanatorium de Borgoumont se situe sur une colline à 400 m d’altitude. Les deux sanatoriums possèdent une forme incurvée similaire. Cette forme permet de profiter d'une orientation plein sud avec une vue sur le paysage environnant. Les chambres des patients munies de grandes baies vitrées permettent alors un bon ensoleillement. Des galeries ouvertes placées sud permettent aussi l’apport d’air nécessaire.
Le sanatorium d’Angicourt a été conçu par Henri Belouet sous la demande de l’Assistance publique de Paris. L’architecte a voyagé en Allemagne pour visiter entre autres Falkenstein et s’est inspiré du modèle de sanatorium allemand pour son projet. Le bâtiment compte deux pavillons symétriques avec une typologie en bloc incurvé et un corps central auquel ils sont reliés par des galeries couvertes. C’est le premier sanatorium référence en France.
Le sanatorium de Zonnestraal (nl), aux Pays-Bas a été conçu par les architectes Jan Duiker, en collaboration avec Bernard Bijvoet et Jan Gerko Wiebenga. Zonnestral a également un lien avec le sanatorium de Borgoumont mais ne se rapporte pas avec l’architecture de celui-ci. En effet, Zonnestral, avant d’être destinés aux diamantaires à Hilversum, envoyait ses patients à Borgoumont. On remarque ici un réseau européen entre les sanatoriums.
Dans l’ensemble de ces sanatoriums, on retrouve une implantation commune qui se caractérise par des zones éloignées de l’agglomération urbaine, ce qui offre une meilleure qualité d’air aux patients. La construction de ces sanatoriums a pour point commun la typologie en bloc avec un plan incurvé qui permet de profiter de l’orientation sud et offre une vue sur le paysage environnant. Ils possèdent également un corps central monumentalisé où se trouve la circulation verticale. À Borgoumont, un clocher servant de ventilation pour le bâtiment est également présent à cet endroit. Les sanatoriums cités, disposent tous de galeries ouvertes, présentes au rez-de-chaussée, et des chambres aux étages.

## Culture

### Cinéma et télévision
- 2001 : Lisa est un film français réalisé par Pierre Grimblat. Des scènes ont été réalisées au sanatorium de Borgoumont.
- 2010 : Muse est un long-métrage fantastique et d'horreur réalisé par Jaume Balaguero. Des scènes ont également été tournés au sanatorium de Borgoumont[17],[18]
- 2016 : A Cure for Life ou Cure de bien-être est un film d'horreur-psychologique germano-américain co-produit et réalisé par Gore Verbinski.

### Littérature
s. n. s. d. : Récit de M. Le Docteur Bastin : "Borgoumont et l'offensive Van Rundstedt"

### Expositions
- 1905 : Exposition universelle et internationale de Liège
- 1905 : 75e anniversaire de l'indépendance nationale
- 2006 : Histoire de l'ancien sanatorium provincial de Borgoumont (1903-1978)

## Documentation et archives
Archives écrites, correspondance, dessins et photographies
- s. n. 1901. « Travaux du mois », Le Béton Armé, n.°36, p. 12
- s. n. 1932. Trente-cinq années de lutte contre la Tuberculose en Belgique, Bruxelles, L’œuvre nationale belge de défense contre la Tuberculose.
- Verhoeven W. 2004. « Stoumont, les Sanatoria Populaires de Borgoumont », L’architecture Hospitalière en Belgique, n. °10, p. 234-235
- DE BRITO, J.-M. 1978. Du Sanatorium Populaire à l’Institut médical, Borgoumont-La Gleize 1903-1978, Liège, s.e.
- COLIGNON, A. 1985. E. Malvoz et la politique médicale de la Province de Liège, 1895-1985, Liège. s.e.
- BRUYERE, C.1993-1994 Mémoire en histoire à l'ULB « L’initiative privée et la lutte contre la tuberculose en Belgique : 1886-1914 »
- S.n. s.d. Sanatorium Populaire de Borgoumont-La Gleize, Liège, s.e.